# Liste deutschsprachiger Science-Fiction-Autorinnen

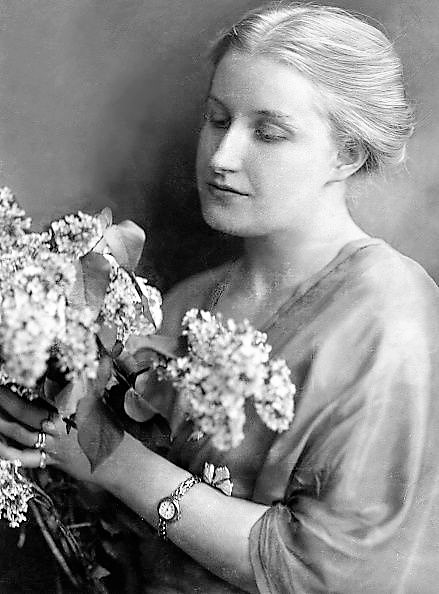
Thea von Harbou ist die Autorin des Science-Fiction-Romans Metropolis (1925), der nach ihrem Drehbuch von Fritz Lang verfilmt wurde

Die Liste deutschsprachiger Science-Fiction-Autorinnen ist eine Zusammenstellung von Schriftstellerinnen, die mindestens ein literarisches Werk im Science-Fiction-Genre, einschließlich Subgenres wie beispielsweise Steam- und Cyberpunk, post-apokalyptische oder Gesellschafts-Dystopie oder Utopie, Space Opera oder Military-SF veröffentlicht haben. Sie beinhaltet eine Werkauswahl von Frauen geschriebener deutschsprachiger SF-Literatur seit dem ausgehenden 19. Jahrhundert. Die Liste ist alphabetisch sortiert und erhebt keinen Anspruch auf Vollständigkeit.

## Liste
| Name                                                                            | geb.    | gest.     | Genre                                   | Werkauswahl |
| A                                                                               | A       | A         | A                                       | A |
| ------------------------------------------------------------------------------- | ------- | --------- | --------------------------------------- | --- |
| Marliese Arold                                                                  | 1958    |           | Kinder- und Jugendliteratur             | ZM Streng geheim |
| B                                                                               |         |           |                                         | |
| Anja Bagus                                                                      | 1967    |           | Steampunk                               | Mission Hoffnung |
| Eva Bauche-Eppers                                                               | 1954    |           |                                         | Wanderer unter dunklen Himmeln, Blick in die Vergangenheit (Reihe die Terranauten) |
| Zoë Beck                                                                        | 1975    |           | Dystopie                                | Die Lieferantin |
| Sophie Behr                                                                     | 1935    | 2015      |                                         | Ida & Laura. Once more with feeling |
| Edith Beleites, auch als Patrick Reichenberg                                    | 1953    |           |                                         | Die Sturzflieger |
| Jennifer Benkau                                                                 | 1980    |           | Dystopie                                | Mein Wille geschehe, Dark Canopy, Dark Destiny |
| Sibylle Berg                                                                    | 1962    |           | Gesellschafts-Dystopie                  | GRM. Brainfuck |
| Fanny von Bernstorff                                                            | 1840    | 1930      | Kinder- und Jugendliteratur             | Franz und Minchens Abenteuer, Miki das Mondkind |
| Alice Bickel, auch als Sandra King                                              | 1925    | 1985      | Kinder- und Jugendliteratur             | Argusauge ruft Raumschiff Charlie |
| Veronika Bicker                                                                 | 1978    |           | Space Opera, Military SF                | Falsches Spiel (D9E), Zwischen allen Fronten (D9E) |
| Ilse Bindseil                                                                   | 1945    |           | Dystopie                                | Marielle und die Revolution |
| Alisha Bionda                                                                   | 1958    |           | Science Fantasy                         | Regenbogen-Welt, Mondvogel (Kurzgeschichte), Mephisto (Kurzgeschichte) |
| Nadine Boos                                                                     | 1981    |           | Space Opera                             | Die Nacht der Geparden, Der Schwarm der Trilobiten (D9E) |
| Andrea Bottlinger                                                               | 1985    |           | Dystopie, Cyberpunk                     | Beyond, In 80 Welten durch den Tag |
| Katja Brandis                                                                   | 1970    |           | Kinder- und Jugendliteratur, Dystopie   | Freestyler |
| Dana Brandt, als She Seya Rutan                                                 | 1976    |           | Dystopie, Space Opera                   | Shkarr |
| Johanna Braun                                                                   | 1929    | 2008      | satirische Dystopie                     | Unheimliche Erscheinungsformen auf Omega XI, Der Irrtum des Großen Zauberers |
| Alina Bronsky                                                                   | 1978    |           | Kinder- und Jugendliteratur, Dystopie   | Spiegelkind, Spiegelriss |
| Tanja Bruske, als Lucy Guth                                                     | 1978    |           | Postapokalypse                          | Reihen Maddrax, Perry Rhodan Neo, Deinoid |
| Kris Brynn                                                                      | 1968    |           | Dystopie                                | The Shelter – Zukunft ohne Hoffnung |
| Emilia del Bufalo della Valle, Pseudonym Moderatus Diplomaticus                 | 1828    | nach 1898 | Science-fiction                         | Die Deutschen und die Engländer im Mond. Humoristisches Lustspiel (1873) |
| Gisela Bulla                                                                    | 1932    | 2018      | Kurzgeschichten                         | Der Tag nach dem Tode, Ludmilla, Eine Welt für Roboter |
| C                                                                               |         |           |                                         | |
| Myra Çakan                                                                      |         |           | Cyberpunk                               | When the Music Is Over, Nachtbrenner, Dreimal Proxima Centauri und zurück |
| Alice Camden                                                                    |         |           |                                         | Heart of Sky, Love of Stars |
| Friedlinde Cap, Pseudonym Alexander Robé                                        | 1924    |           |                                         | Mit Atomkraft ins All (1950); SOS von der Venus (1956) |
| Carmen Capiti                                                                   | 1988    |           | Cyberpunk, Dystopie                     | Maschinen-Trilogie, Machtwechsel (Die neunte Expansion) |
| Veronika Carver                                                                 | 1992    |           | Dystopie                                | Io spielt heute nicht |
| Ann Cotten                                                                      | 1982    |           |                                         | Lyophilia |
| D                                                                               |         |           |                                         | |
| Annika Dick                                                                     | 1984    |           | Dystopie                                | Codename Nike |
| Nina Dulleck                                                                    | 1975    |           | Kinder- und Jugendliteratur             | Miep, der Außerirdische. |
| Karen Duve                                                                      | 1961    |           | Dystopie                                | Macht |
| F                                                                               |         |           |                                         | |
| Lena Falkenhagen                                                                | 1973    |           | Military SF                             | Justifiers: Undercover |
| Norma Feye                                                                      | 1975    |           | Dystopie, Space Opera                   | Ghetto 7, Sterbende Sonne |
| Irene Fleiss                                                                    | 1958    |           |                                         | Die Leibwächterin und der Magier |
| G                                                                               |         |           |                                         | |
| Anne Geelhaar                                                                   | 1914    | 1998      | Kinderliteratur                         | Der Prinz von Hovinka |
| Susanne Gerdom                                                                  | 1958    |           |                                         | Anidas Prophezeiung, Die Schwarze Zitadelle, Das Herz der Welt |
| Marie Graßhoff                                                                  | 1990    |           | Dystopie                                | Kernstaub-Trilogie, Der Schöpfer der Wolken |
| Auguste Groner                                                                  | 1850    | 1929      |                                         | Mene Tekel… |
| Marianne Gruber                                                                 | 1944    |           | Kinder- und Jugendliteratur             | Esras abenteuerliche Reise auf dem blauen Planeten, Die gläserne Kugel |
| H                                                                               |         |           |                                         | |
| Ulla Hagenau-Stoewer                                                            | 1938    |           |                                         | Schöne verkehrte Welt oder die Zeitmaschine meiner Urgroßmutter |
| Maike Hallmann                                                                  | 1979    |           | Cyberpunk                               | Justifiers: Hard to kill, Pesadillas, Matrixfeuer, Wiedergänger, Vertigo (Reihe Shadowrun) |
| Theresa Hannig                                                                  | 1984    |           | Dystopie                                | Die Optimierer |
| Thea von Harbou                                                                 | 1888    | 1954      | Science-Fiction                         | Metropolis, Frau im Mond (Roman und Drehbuch) |
| Annie Francé-Harrar                                                             | 1886    | 1971      | Dystopie                                | Die Feuerseelen |
| Marlen Haushofer                                                                | 1920    | 1963      |                                         | Die Wand |
| Jutta Heinrich                                                                  | 1940    |           |                                         | Unheimliche Reise |
| Elke Hermannsdörfer                                                             | 1947    |           | Dystopie, Kinder- und Jugendliteratur   | Pfauentänze, … Informationen sinnlos … |
| Heym Inge, Pseudonym Inge Holm                                                  | 1946    |           | Kurzgeschichte                          | Rückkehr |
| Valerie Hodann unter dem Pseudonym Hans Daub                                    | 1866    | nach 1939 |                                         | Im Luftschiff über den Ozean |
| J                                                                               |         |           |                                         | |
| Heidrun Jänchen                                                                 | 1965    |           |                                         | Simon Goldsteins Geburtstagsparty |
| Doris Jannausch                                                                 | 1925    | 2017      | Kinder- und Jugendliteratur             | Rixi vom Regulus |
| Petra E. Jörns                                                                  | 1964    |           | Military SF, Space Opera, Space Romance | Space Troopers 18-bändige Ebook-Serie; Space Troopers NEXT 10-bändige Ebook-Serie; Im Licht der Horen: Auge – Erstes Licht; Im Licht der Horen: Anatole – Sonnenaufgang; Im Licht der Horen: Sponde – Opfer; Fremde Heimat |
| Helene Judeich                                                                  | 1863    | 1951      |                                         | Neugermanien |
| Annette Juretzki                                                                | 1984    |           | Space Opera                             | Sternenbrand-Dilogie (Blind, Blau) |
| K                                                                               |         |           |                                         | |
| Margret Käsbauer, auch als M. G. Käsbauer                                       | 1941    |           | Science-Fiction                         | Die Gärten von Velt in Science Fiction Story Reader 18, Der Ruf der Götter (Heyne 1984), Die goldene Spinne (Heyne 1993)                                                                                                   |
| Sylvia Kaml                                                                     | 1975    |           | Dystopie                                | Grauzone Erde, Die Rache des Phönix, Die Verschwörung des Raben, Refugium – Kampf im Namen der Freiheit, Predyl – Eine neue Welt                                                                                           |
| Ann-Kathrin Karschnick                                                          | 1985    |           | Dystopie                                | Phoenix-Trilogie (Tochter der Asche, Erbe des Feuers, Kinder der Glut) |
| Sina Kamala Kaufmann                                                            | 1985    |           | Dystopie                                | Helle Materie (13 Erzählungen) |
| Claudia Kern                                                                    | 1967    |           | Dystopie                                | Pestmasken, Disunited States of America |
| Charlotte Kerner                                                                | 1950    |           |                                         | Blueprint, Geboren 1999 |
| Irmgard Keun                                                                    | 1905    | 1982      |                                         | Nur noch Frauen… (Erzählung, 1949) |
| Lena Kiefer                                                                     | 1984    |           | Dystopie                                | Ophelia Scale – Die Welt wird brennen |
| Tanja Kinkel                                                                    | 1969    |           | Space Opera                             | Perry Rhodan |
| Barbara Kirchner                                                                | 1970    |           |                                         | Die verbesserte Frau |
| Lena Klassen                                                                    | 1971    |           | Dystopie                                | Wild |
| Heidelore Kluge, auch als Heidi Kluge                                           | 1946    |           | Kurzgeschichten                         | Kopfgeld, Kälte, Der Schmerz im Ohr des dicken Gottes |
| Iny Klocke                                                                      | 1949    |           | Kurzgeschichten                         | Musik für Schmetterlinge, Ling Mee, Akquisition auf Beteigeuze-17 |
| Daniela Knor                                                                    | 1972    |           | Space Opera                             | Justifiers – Outcast |
| Jo Koren                                                                        | 1983    |           |                                         | Vektor |
| Lillith Korn                                                                    | 1983    |           | Dystopie                                | Better Life – Ausgelöscht, Better Life – Zerstört |
| Thekla Kraußeneck                                                               | 1987    |           |                                         | Cronos Cube |
| Irmtraud Kremp                                                                  | 1934    |           | Kurzgeschichten                         | Kontaktaufnahme, Der Tag der goldenen Reifen, Spielereien |
| Teresa Kuba                                                                     | 1987    |           | Dystopie                                | Sternenscherben |
| Anja Kümmel                                                                     | 1978    |           |                                         | V oder die Vierte Wand, Träume Digitaler Schläfer |
| L                                                                               |         |           |                                         | |
| Mara Laue                                                                       | 1958    |           |                                         | Sternenfaust |
| Julia von Lucadou                                                               | 1982    |           | Dystopie                                | Die Hochhausspringerin |
| M                                                                               |         |           |                                         | |
| Elisabeth Mann Borgese                                                          | 1918    | 2002      | Erzählungen                             | Wie Gottlieb Hauptmann die Todesstrafe abschaffte |
| Jacqueline Mayerhofer                                                           | 1992    |           |                                         | Brüder der Finsternis |
| Tilde Michels                                                                   | 1920    | 2012      | Kinder- und Jugendliteratur             | Hilferuf von Galamax |
| Carolina Möbis                                                                  | 1979    |           |                                         | Duo Infernale, Royal Flush (Reihe Battletech), Reihe Perry Rhodan Action |
| Anna Mocikat                                                                    | 1977    |           | Dystopie                                | MUC-Reihe (6 Bände) |
| Jacqueline Montemurri                                                           | 1969    |           |                                         | Fremde Welt: Science-Fiction-Anthologie, Die Maggan-Kopie |
| Nina Morawietz                                                                  | 1987    |           | Space Opera                             | Reihe Ren Dhark |
| Irmtraud Morgner                                                                | 1933    | 1990      |                                         | Leben und Abenteuer der Trobadora Beatriz nach Zeugnissen ihrer Spielfrau Laura, Amanda, Das heroische Testament |
| Eva Maria Mudrich                                                               | 1927    | 2006      |                                         | Das Glück von Ferida (Hörspiel) |
| Stefanie Mühlsteph                                                              | 1987    |           |                                         | Game over, N3rdasty |
| N                                                                               |         |           |                                         | |
| Marina B. Neubert                                                               | 1968    |           | Dystopie                                | Was wirklich ist |
| Monika Niehaus                                                                  | 1951    |           |                                         | Die Mission der Päpstin Johanna |
| Calin Noell                                                                     | 1977    |           | Science-Fiction, Thriller               | Fools in Space |
| Ulrike Nolte                                                                    | 1973    |           |                                         | Die fünf Seelen des Ahnen |
| Christine Nöstlinger                                                            | 1936    | 2018      |                                         | Mr. Bats Meisterstück oder Die total verjüngte Oma: Ein Science-Fiction-Märchen für größere Kinder |
| O                                                                               |         |           |                                         | |
| Pia Oberacker-Pilick, auch Pia Biundo                                           | 1959    |           |                                         | Alle Zeit der Welt |
| Bettina Obrecht                                                                 | 1964    |           |                                         | Designer-Baby |
| P                                                                               |         |           |                                         | |
| Fabienne Pakleppa                                                               | 1950    |           |                                         | Die Aufsässigen |
| Gudrun Pausewang                                                                | 1928    | 2020      | postapokalyptische Dystopie             | Die Wolke, Die letzten Kinder von Schewenborn, Der Schlund |
| Maria J. Pfannholz, auch Maria Johanna Pfannholz, Pseudonym von Pia Mayer-Gampe | 1955    |           |                                         | Den Überlebenden – Die sieben Flaschenposten des Anton Gstettner |
| Luzia Pfyl                                                                      | 1986    |           | Steampunk                               | Frost & Payne |
| Miriam Pharo                                                                    | 1966    |           |                                         | Der Bund der Zwölf |
| Brigitte Pixner                                                                 | 1942    |           |                                         | Posthuman |
| Ursula Poznanski                                                                | 1968    |           | Kinder- und Jugendliteratur, Dystopie   | Eleria-Trilogie (Die Verratenen, Die Verschworenen, Die Vernichteten) |
| Janka Ptacek                                                                    | 1972    |           |                                         | Sunquest-Romanserie |
| Sylvia Pukallus, auch als Sylvia Brecht-Pukallus                                |         |           | Kurzgeschichten                         | Schatten, Myogie |
| Madeleine Puljic                                                                | 1986    |           |                                         | Das Unglück Mensch, Perry Rhodan |
| R                                                                               |         |           |                                         | |
| Birgit Rabisch                                                                  | 1953    |           | Dystopie                                | Duplik Jonas 7, Unter Markenmenschen |
| Nana Rademacher                                                                 | 1966    |           | Kinder- und Jugendliteratur, Dystopie   | Wir waren hier |
| Claudia Rath                                                                    | 1964    |           |                                         | Die Midlandprophezeiung |
| Susanne Rauchhaus, auch als Susanne Mittag                                      | 1967    |           |                                         | Game Over. Wir retten die Welt! |
| Nicole Rensmann                                                                 | 1970    |           |                                         | Anam Cara – Seelenfreund |
| Lisa-Marie Reuter                                                               | 1987    |           |                                         | Exit This City |
| Alessandra Reß                                                                  | 1989    |           | Space Opera, Dystopie, Postapokalypse   | Spielende Götter, Die Netze von Nomoto (D9E) |
| Yvonne Richter                                                                  | 1956    |           | Kinder- und Jugendliteratur, Dystopie   | Lui in der Draußenwelt |
| Josefine Rieks                                                                  | 1988    |           |                                         | Serverland |
| Ursula Rolff-Gohlke                                                             |         |           |                                         | Der ausgestorbene Planet: Ingenieur Arlers phantastische Mars-Expedition |
| Margit Ruile                                                                    | 1967    |           | Dystopie                                | Deleted. Traue niemandem! |
| Sonja Rüther                                                                    | 1975    |           |                                         | Geistkrieger: Feuertaufe |
| S                                                                               |         |           |                                         | |
| Magliane Samasow, Pseudonym von Martina Schäfer                                 | 1952    |           |                                         | Silberauge, Die Tafeln der Maeve |
| Annika Scheffel                                                                 | 1983    |           |                                         | Hier ist es schön |
| Karla Schmidt                                                                   | 1974    |           |                                         | Weg mit Stella Maris |
| Kathrin Schmidt                                                                 | 1958    |           |                                         | Sticky Ends |
| Nicole Schuhmacher                                                              | 1966    |           | Space Opera, Military SF                | Justifiers 4: Zero Gravity |
| Margret Schwekendiek                                                            | 1955    |           |                                         | Reihen Star Gate, Rex Corda, Lex Galactica, Dark Wor(l)ds |
| Anna Seghers                                                                    | 1900    | 1983      |                                         | Sagen von Unirdischen |
| Nadja Sennewald                                                                 | 1971    |           |                                         | RunRabbitRun |
| Julia Seuschek                                                                  | 1993    |           | Dystopie                                | Straßenkötergene |
| Eva Siegmund                                                                    | 1983    |           | Kinder- und Jugendliteratur, Dystopie   | LÚM – Zwei wie Licht und Dunkel, H.O.M.E. – Das Erwachen |
| Cordula Simon                                                                   | 1986    |           | Dystopie                                | Wie man schlafen soll |
| Lara De Simone                                                                  | 1993    |           | Kinder- und Jugendliteratur, Dystopie   | Linkshänderland |
| Barbara Slawig                                                                  | 1956    |           |                                         | Die lebenden Steine von Jargus, Visby |
| Angela Steinmüller                                                              | 1941    |           | Gesellschaftsutopie, Space Opera        | Andymon, Pulaster, Computerdämmerung |
| Michelle Stern, Pseudonym von Stefanie Jahnke                                   | 1978    |           |                                         | Reihen Perry Rhodan, Perry Rhodan Neo, Maddrax, Sternenfaust |
| Tatjana Stöckler                                                                |         |           | Space Opera                             | Chagrans Thron |
| Sarah Stoffers                                                                  | 1982    |           | Dystopie, Steampunk                     | Berlin – Rostiges Herz |
| Cara D. Strange                                                                 |         |           | Space Opera                             | Sha'an – Chroniken der Ewigkeit (Buchreihe) |
| Marlene Streeruwitz                                                             | 1950    |           | Dystopie                                | Norma Desmond (Roman, 2002) |
| Bertha von Suttner                                                              | 1843    | 1914      | Dystopie                                | Das Maschinenzeitalter. Zukunftsvorlesungen über unsere Zeit. Von Jemand (1889); Der Menschheit Hochgedanken (1911) |
| Marianne Sydow                                                                  | 1944    | 2013      |                                         | Reihe Perry Rhodan |
| T                                                                               |         |           |                                         | |
| Verena Themsen                                                                  | 1970    |           |                                         | Reihe Perry Rhodan |
| U                                                                               |         |           |                                         | |
| Katherina Ushachov                                                              | 1990    |           | Dystopie, Steampunk                     | 2145 – Die Verfolgten, Der tote Prinz |
| V                                                                               |         |           |                                         | |
| Hannelore Valencak                                                              | 1929    | 2004      | postapokalyptisch                       | Die Höhlen Noahs |
| Melanie Vogltanz                                                                | 1992    |           | Dystopie                                | Ararat – Die Sündenflut |
| Judith C. Vogt                                                                  | 1981    |           | Space Opera, Postapokalypse, Cyberpunk  | Roma Nova, Wasteland, Ace in Space, Aces in Space (Rollenspiel) |
| Gudrun Voigt                                                                    | 1930    |           |                                         | Ashton-Robot + Co., Titanen im All |
| Rosa Voigt                                                                      | 1837    | 1922      | Utopie                                  | Anno Domini 2000 (veröffentlicht 1909) |
| W                                                                               |         |           |                                         | |
| Susanne U. Wiemer                                                               | 1945    | 1991      |                                         | Neue Heimat Terra |
| Charlotte Winheller (auch Charlotte Franke)                                     | 1935    | 1995      | Kinder- und Jugendliteratur             | Die Kinder der fliegenden Stadt |
| Kim Winter                                                                      | 1973    |           | Utopie, Kinder- und Jugendliteratur     | Sternenschimmer, Sternensturm, Sternenstaub |
| Christa Wolf                                                                    | 1929    | 2011      |                                         | Selbstversuch (Erzählung, 1973) |
| Z                                                                               |         |           |                                         | |
| Juli Zeh                                                                        | 1974    |           | Dystopie                                | Corpus Delicti: Ein Prozess, Leere Herzen |
| Sabrina Železný                                                                 | 1986    |           | Space Opera                             | Feuerschwingen |
| Uschi Zietsch, auch als Susan Schwartz                                          | 1961    |           | Space Opera, Military SF                | Sturm auf Shaikur, Justifiers: Unusual Suspects, Reihe Perry Rhodan |
| Name                                                                            | geboren | gestorben | Genre                                   | Werkauswahl |

## Weiterführende Literatur
- Christine Kaiser: Mythopoiesis und Science Fiction: Geschlechtertausch und -auslöschung in deutschen Texten in der feministischen Aufbruchphase nach 1968 in Beispielen bei Magliane Samasow, Christa Wolf und Ulla Hagenau-Stoewer. Friedrich-Alexander-Universität Erlangen-Nürnberg, 2015 (Magisterarbeit, Fundstelle: UB Erlangen-Nürnberg, Signatur: H00/2017 B 587).
- Magdalena Hangel: Weibliche Geschlechterrollen in der Science-Fiction-Literatur deutschsprachiger Autorinnen. Universität Wien 2013 (Volltext auf dem Hochschulschriftenserver der UB Wien).
- Rolf Löchel: Utopias Geschlechter. Gender in deutschsprachiger Science Fiction von Frauen. Helmer, Sulzbach im Taunus 2012, ISBN 978-3-89741-336-8.
- Barbara Holland-Cunz, Karola Maltry u. a. (Hrsg.): GenderZukunft: Zur Transformation feministischer Visionen in der Science Fiction. Helmer, Königstein im Taunus 2008, ISBN 978-3-89741-234-7.
- Anne Stalfort (1998): Literarische Utopien von Frauen in der deutschen und US-amerikanischen Literatur des 20. Jahrhunderts. In: Freiburger FrauenStudien 2, S. 59–76 (Volltext im SSOAR, GESIS Leibniz-Institut für Sozialwissenschaften).
- Karin Ivancsics (Hrsg.): Der Riss im Himmel. Science-fiction von Frauen. Anthologie. Wiener Frauenverlag, Wien 1989, ISBN 978-3-900399-33-7.
- René Oth (Hrsg.): Als alles anders wurde. Phantastische Geschichten über die Zukunft der Frau von SF- und Fantasy-Autorinnen. Anthologie. Luchterhand (Sammlung Luchterhand # 530), Darmstadt/Neuwied 1985, ISBN 978-3-472-61530-9.